# D’zrt
D'ZRT – portugalski boysband, który tworzą: Paulo Vintém, Angélico Vieira, Vítor Fonseca i Edmundo Vieira.
Ta czwórka rozpoczęła swoje muzyczne kariery wcielając się w postacie Topê, Davida, Zé Milho i Rucy w telenoweli Morangos com Açúcar (Truskawki z cukrem). Zespół został utworzony podczas castingu telewizji TVI na wyłonienie boysbandu do serialu Morangos com Açúcar. Edmundo Vieira miał już doświadczenie muzyczne jako uczestnik Operação Triunfo. Paulo Vintém awansował do finału castingu tego programu, ale został wyeliminowany w pierwszej gali razem z pozostałą trójką.
Pierwszy krążek grupy zatytułowany D'ZRT zdobył wielokrotną platynę i zajmował pierwsze miejsce w czołówce portugalskiej listy przebojów przez okres wielu tygodni.
W 2006 roku ukazała się druga płyta D'ZRT zatytułowana Original.
Utwór Verão Azul został wykorzystany jako motyw przewodni trzeciej letniej serii Morangos com Açúcar.
Zespół sprzedał już ponad sto tysięcy albumów i ma na koncie ponad sto koncertów.

## Dyskografia

### Albumy
Pierwszy album D'ZRT pojawił się w sprzedaży w maju 2005 r. z następującą zawartością:
- 01. Para Mim Tanto Me Faz (cover piosenki Kim Lian Teenage Superstar)
- 02. I Don't Want To Talk About It
- 03. Quem Eu Quero P'ra Mim
- 04. Todo O Tempo
- 05. Percorre O Meu Sonho
- 06. Querer Voltar
- 07. Hás-De Sempre Estar
- 08. Jogo Perigoso
- 09. Estar Ao Pé De Ti
- 10. Caminho A Seguir
- 11. Amanhã Não Sei

Drugi krążek — Original — ukazał się 6 czerwca 2006 r., w związku z czym telewizja TVI ogłosiła go „dniem D”. Nowy album zaprezentowano na plaży Santo Amaro w Oeiras z jednoczesną transmisją na żywo w TVI. Płyta zawiera następujące utwory:
- 01. Verão Azul
- 02. A Tua Vez Já Passou
- 03. Essência (Da Minha Vida)
- 04. Herói Por Um Dia
- 05. Stuttgart 4TO
- 06. D'ZRT Revolução
- 07. Tudo Num Segundo
- 08. O Minuto Da Vida
- 09. Declaro Independência
- 10. Só Depende De Nós
- 11. Esquece Tudo (E Dança)
- 12. Imagina Comigo